# Weilersbach
Weilersbach è un comune tedesco di 2 045 abitanti, situato nel land della Baviera.